# Карен Чен
Карен Чен (16 серпня 1999 , Фремонт, Каліфорнія ) — американська фігуристка, що виступає в одиночному катанні, олімпійська чемпіонка.